# Тюрин, Анатолий (гребец)
Анатолий Тюрин (род. 1 июля 1968, Вологда) — узбекистанский гребец-байдарочник. Участник летних Олимпийских игр 1992 и 1996 годов, чемпион и серебряный призёр летних Азиатских игр 1994 года.

## Биография
Анатолий Тюрин родился 1 июля 1968 года в городе Вологда.
Занимался греблей на байдарках в отделении гребли при Ташкентском государственном институте физической культуры и спорта.
В 1992 году вошёл в состав Объединённой команды на летних Олимпийских играх в Барселоне. В соревнованиях байдарок-двоек на дистанции 1000 метров вместе с Иваном Киреевым заняли 4-е место в четвертьфинале с результатом 3 минуты 19,67 секунды, 2-е место в заплыве надежды (3.17,04) и 6-е место в полуфинале (3.21,62), уступив 1,73 секунды попавшим в финал с 5-го места Иэну Фергюсону и Полу Макдоналду из Новой Зеландии.
В 1994 году завоевал две медали на летних Азиатских играх в Хиросиме: золотую среди байдарок-четвёрок на дистанции 1000 метров, серебряную среди байдарок-четвёрок на дистанции 500 метров.
В 1996 году вошёл в состав сборной Узбекистана на летних Олимпийских играх в Атланте. В соревнованиях байдарок-четвёрок команда Узбекистана, за которую также выступали Владимир Казанцев, Константин Яшин и Андрей Шилин, в четвертьфинале заняла последнее, 8-е место (3.27,133), в полуфинале — последнее, 6-е место (3.11,146), уступив 8,944 секунды попавшей в финал со 2-го места сборной Швеции.
Заслуженный мастер спорта Узбекистана.